# Walkington
Walkington – wieś w Anglii, w hrabstwie East Riding of Yorkshire. Leży 14 km na północny zachód od miasta Hull i 258 km na północ od Londynu. W 2001 miejscowość liczyła 2481 mieszkańców.